# Oxalis lindheimeri
Oxalis lindheimeri är en harsyreväxtart som beskrevs av John Torrey och Paul Erich Otto Wilhelm Knuth. Oxalis lindheimeri ingår i släktet oxalisar, och familjen harsyreväxter. Inga underarter finns listade i Catalogue of Life.